# Nazionale maschile under 18 di pallacanestro della Nigeria
La nazionale di pallacanestro nigeriana Under-18 è una selezione giovanile della nazionale nigeriana di pallacanestro, ed è rappresentata dai migliori giocatori di nazionalità nigeriana di età non superiore ai 18 anni.
Partecipa a tutte le manifestazioni internazionali giovanili di pallacanestro per nazioni gestite dalla FIBA.

## Partecipazioni

### FIBA AfroBasket Under-18
- 1980 -  3°
- 1987 -  1°
- 1988 -  3°
- 1990 -  1°
- 1994 -  1°

- 1998 -  1°
- 2002 -  1°
- 2004 -  1°
- 2006 -  1°
- 2008 -  3°

- 2010 - 9°

## Formazioni
FIBA AfroBasket Under-18 20064 Daudu, 5 Ayodele, 6 Yusuf, 7 Baraya, 8 Oyalade, 9 Ikyaator, 10 Omorogbe, 11 Ehiagwina, 12 Omori, 13 Ayodele, 14 Eze, 15 Alabi,        All. -